# Lola Racing Cars
Lola Racing Cars també anomenada Lola Cars International o Lola és una companyia anglesa fabricant de cotxes de competició que va arribar a disputar curses a la Fórmula 1.
La companyia Lola va ser creada l'any 1961 per Eric Broadley, amb la seu a Huntingdon, Anglaterra. Lola va debutar a la F1 amb el pilot britànic John Surtees, al Gran Premi dels Països Baixos del 1962 de la temporada 1962 no aconseguint finalitzar la cursa però aconseguint dos podis ja a la primera temporada a la F1. Sota nom propi o proporcionant xassís a altres equips ha tingut presència a la F1 en múltiples temporades.

## Palmarès a la F1
- Curses: 280
- Victòries: 0
- Podiums: 3
- Punts: 43